# 桜庭伸幸
桜庭 伸幸（さくらば のぶゆき、1945年11月18日 - 2014年9月15日）は、日本の作曲家・編曲家。旧字体で櫻庭と表記されているものもある。福岡県八女市立花町出身。
作曲家・編曲家の青木望のもとで働きながらも、作編曲は独学で身につけた。1986年、石川さゆり「天城越え」で第28回日本レコード大賞編曲賞を受賞。
2014年9月15日午後10時18分、肺気腫のため死去。68歳没。同年の第56回日本レコード大賞で特別功労賞を受賞。

## 主な作品

### 作詞
- 豊川あやの「人生夢舞台」

### 作編曲
- 柏原芳恵「プリンセス・ギャル」[3]
- 五月みどり「幸福芝居」
- 城之内早苗「北の旅」「冬の海峡」「はりせんぼん」「そして宗谷岬」
- 豊川あやの「人生夢舞台」「新座小唄」「みちのく海峡」
- 村田みゆき「恋女房」「三重の海」
  - 桜庭の病死9日後に発売された遺作。美空ひばり（徳久広司作曲）や牧村三枝子（遠藤実作曲）の同名曲とは異曲。
- 山本譲二「奥入瀬」

プロレスの入場テーマ曲
- U.W.F.プロレス・メインテーマ
  - 団体のテーマ曲であったが、山崎一夫が新日本プロレス参戦時にテーマ曲として使用。また2000年2月26日にはリングス日本武道館大会にて、田村潔司が入場テーマ曲に使用した。
- ビューティフル・フライト（木村健悟）
- ザ・マッスル（ハルク・ホーガン）
  - 新日本プロレス参戦時のテーマ曲。
- BLACK DEVIL（ブラックデビル、極悪同盟）
- Come On Together（池下ユミ）
- Cry No More（マミ熊野）

### 編曲
- 秋吉真美「風流・江戸の月」
- あべ静江「危険なクラス会」
- 石川さゆり「さよならの翼」「天城越え」
- 石原詢子「残り紅」
- 市川由紀乃「横笛物語」
- 五木ひろし「暖簾」
- 宇多川都「愛哀しくて」
- 梅沢大介「思い出ららばい」
- 梅沢富美男「夢芝居」「孤独の唄」
- 鹿島とも子「愛・メモリー」
- 柏原芳恵「恋人よ帰れ」
- 加納ひろし「風の華」「三郎蛍」「故郷ありがとう」
- 川中美幸「愛は別離（わかれ）」「ちょうちんの花」
- 川野夏美「あばれ海峡」「博多っ子純情」
- キム・ランヒ「アモーレ・アモーレ」
- 桂銀淑「夢おんな」「ベサメムーチョ」「北空港」「恋・あなた次第」「愛始発」
- 香田晋「北のいい女」「炭焼き源造」「男と女の港町」
- 小林幸子「雨月伝説」「大江戸喧嘩花」
- 小宮四郎安光「東部警察防犯歌」
- 小村美貴「やっぱり大阪」
- 坂本冬美「風に立つ」「夜叉海峡」
- 里見浩太朗「おとこの歳月」「恋草子」
- 島津悦子&門川博「キ・ラ・ラ」
- 城之内早苗「港の娘」「19番目の冬」「漁り火に誘われて」「道草」
- 杉良太郎「旅路」
- ダウンタウンボーイズ「日灯りのセクシーダンス」
- 武田鉄矢「少年期」（映画 ドラえもん のび太の宇宙小戦争主題歌）
- テレサ・テン「アイ・ラヴ・ユー」
- 天童よしみ「写真（あるばむ）」
- テン・リー「ついて行きたい」
- 鳥羽一郎「羅臼の男」「男宿」
- 豊川あやの「人生夢舞台」「新座小唄」「みちのく海峡」
- 中井貴一「ただ今しあわせ」 NHK みんなのうた
- パル「夜明けのマイウェイ」
- 日高正人「島の恋唄」「達磨（だるま）」
- ヒロシ&キーボー「3年目の浮気」「5年目の破局」
- 広野由紀「砂の愛」
- 藤あや子「雪深深」「かげろう」「流氷恋唄」「雪荒野」「港子守唄」
- 細江真由子「野菊の墓」
- 細川たかし「望郷じょんから」
- 前川清「ゆれて博多で」
- 真木柚布子「酒とバラ」
- 松平健「斬って候」
- 松原のぶえ「海燕（うみつばめ）」「無情の海」
- 松村和子「いろいろお世話になりました」「男前」
- MAYUMI「もう一度があったら」「ラストシーン」「波止場のボレロ」
- みず来明姫「秋恋歌」
- 都はるみ「千年の古都」「小樽運河」「古都逍遥」「ムカシ」「いまひとたびの」「N.Y.すとーりー」「ラリルレラララ」「運否天賦」「風に向かって独り歌」「風雪夫婦花」「この瞳にとまれ」「枯木灘残照」「いのちのありか」「命ゆきどまり」「いつまでも」
- 森昌子「花魁」
- 山下ひろみ「十八鳴浜（くぐなりはま）」
- 山本譲二「時は流れても」「夢･想･人」「関門海峡」
- 渡辺徹「気になるあいつ」

### TV提供曲
- 月曜ドラマランド なんか妖かい!?
- Xボンバー
- 刑事・野呂盆六
- 土曜ワイド劇場 車椅子の弁護士・水島威、幽霊シリーズ
- 金山大爆破